# Porte de Waterloo

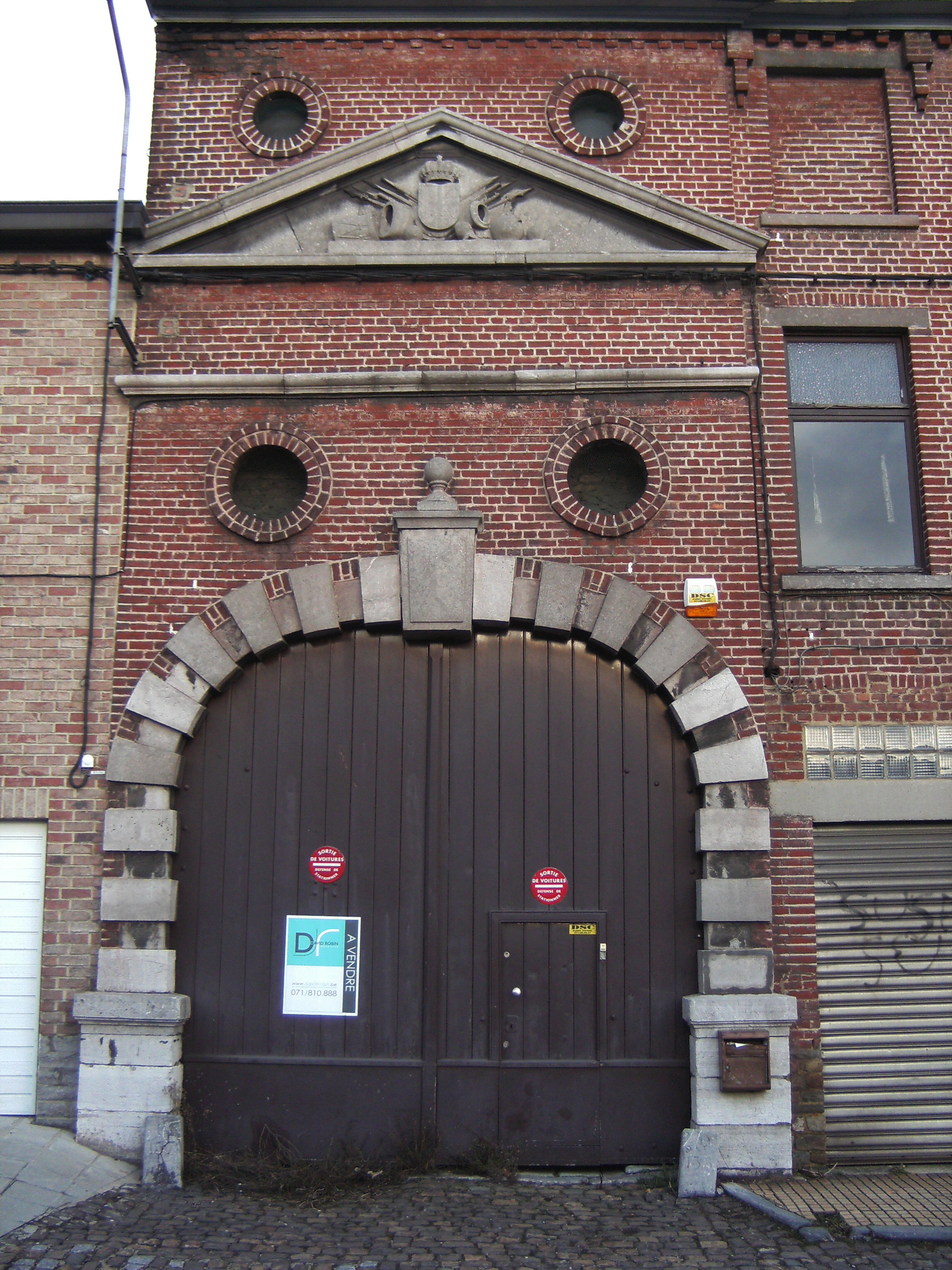
Ingemetselde stenen van de Porte de Waterloo, Montignies-sur-Sambre (België)

De Porte de Waterloo of Waterloosepoort (1816-1870) van Charleroi (België) was een van de grote toegangspoorten van het Nederlandse fort in deze stad. In de plaats kwam de Square Jules Hiernaux, met bijhorende stadswijk. De poort stond iets ten zuiden van het rond-punt.
Resten van de poort zijn ingemetseld in een privé-woning in Montignies-sur-Sambre, een deelgemeente van Charleroi.

## Poort
Koning Willem I der Nederlanden beval het oude fort van Charleroi, met bouwfasen door Spanjaarden en Fransen, aanzienlijk te vergroten (1816). Het fort diende ter verdediging tegen Frankrijk aan de zuidgrens. In april 1816 inspecteerde Willem I de terreinen.
Een van de grote toegangspoorten, de meest noordelijke, liet hij noemen naar de Slag bij Waterloo (1815). Het was een eerbetoon aan de Nederlanders die er overwonnen. De Poort werd ook genoemd Porte de la Belle Alliance, omdat de Pruisen deze veldslag de Slag van Belle-Alliance noemden.
Op 3 september 1816 vierde het Nederlands bestuur plechtig de eerstesteenlegging van het nieuwe fort. Generaal Krayenhoff leidde de bouwwerken. De werken duurden tot 1821. In de muren van de Porte de Waterloo werd een doos ingemetseld met herinneringsmedailles van de plechtige opening. De poort was bovenaan versierd met de koningskroon van Willem I. Het fronton bevatte meerdere militaire symbolen om de bevolking te herinneren aan het slagveld bij Waterloo. De Porte de Waterloo bevatte de volgende tekst, in het Nederlands: De stigting dezer vesting is begonnen onder de regering van Koning Willem den Eersten in het Jaar na den Slaag van Waterloo en voltooid in het Jaar 1821.
In 1867 verscheen het Koninklijk Besluit van koning Leopold II van België waarin de Nederlandse vesting moest afgebroken worden. Charleroi had veel nood aan bouwterreinen en de fortificaties gingen tegen de grond (1867-1871). Dit waren afbraakwerken van grote omvang. De Porte de Waterloo maakte plaats voor een geheel nieuwe wijk (1870) rond de Square Jules Hiernaux.

## Gevel
In 1870 kocht een man uit Montignies-sur-Sambre de mooiste stukken van de afgebroken Porte de Waterloo. Hij liet ze inmetselen in zijn huis in de Rue Petite Aise n° 33 in Montignies-sur-Sambre. In 1985 klasseerde het Waalse Gewest de gevel als beschermd erfgoed van Wallonië.
In de jaren ’90 van vorige eeuw liep er een discussie om deze gevelstenen terug te brengen naar hun oorspronkelijk plek, in het centrum van Charleroi op de Square Hiernaux. Wegens geldgebrek ging dit plan niet door.

## Square Jules Hiernaux
In de nieuwe stadswijk rond de Square Hiernaux werd er snel en veel gebouwd. Bovendien stond er een klein treinstation in de wijk, genoemd Gare du Nord of ook wel Gare de la Porte de Waterloo, dat bleef bestaan tot de jaren ’60 van de 20e eeuw. In 1931 legde de stad een viaduct aan over het plein en de spoorweg, wat de ontsluiting van de wijk ten goede kwam.
In de jaren ’60 werd de ring van Charleroi ondergronds aangelegd en verdween het treinstation. Het treinstation maakte plaats voor een metrostation, deel van de Métro Léger de Charleroi. De discussie in het stadsbestuur ging erover of het metrostation Charleroi-Noord dan wel Waterloo moest heten. Het werd Metrostation Waterloo, naar de naam die de Nederlanders destijds gekozen hadden voor de stadspoort.

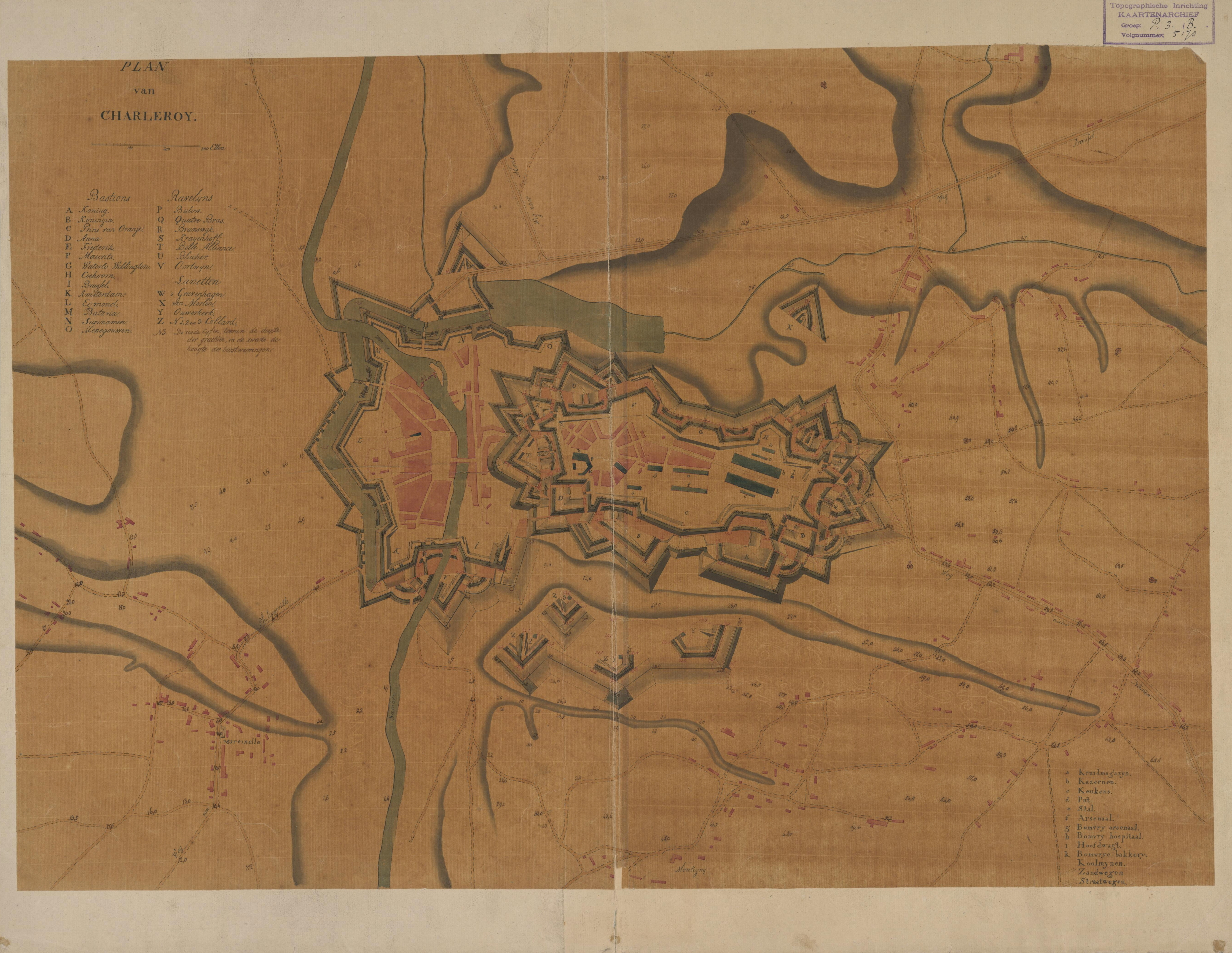
Plan van de Nederlanders voor het nieuwe fort (1816). Plan van Hermanus Oortwijn.
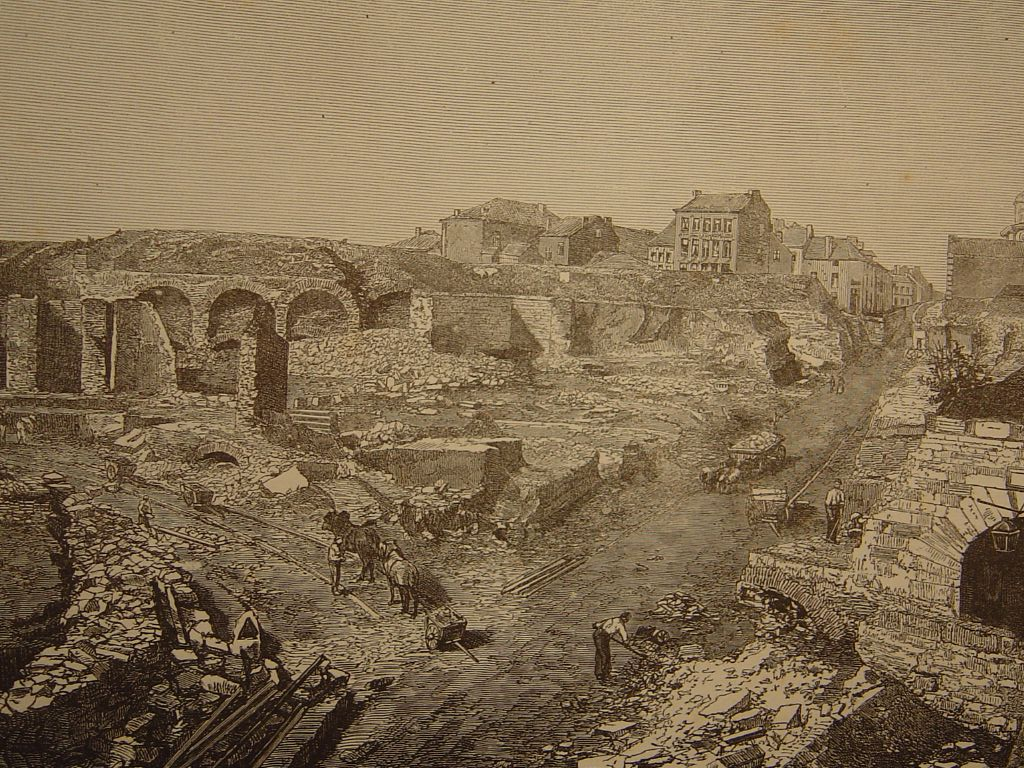
Grootse afbraakwerken in de jaren 1870
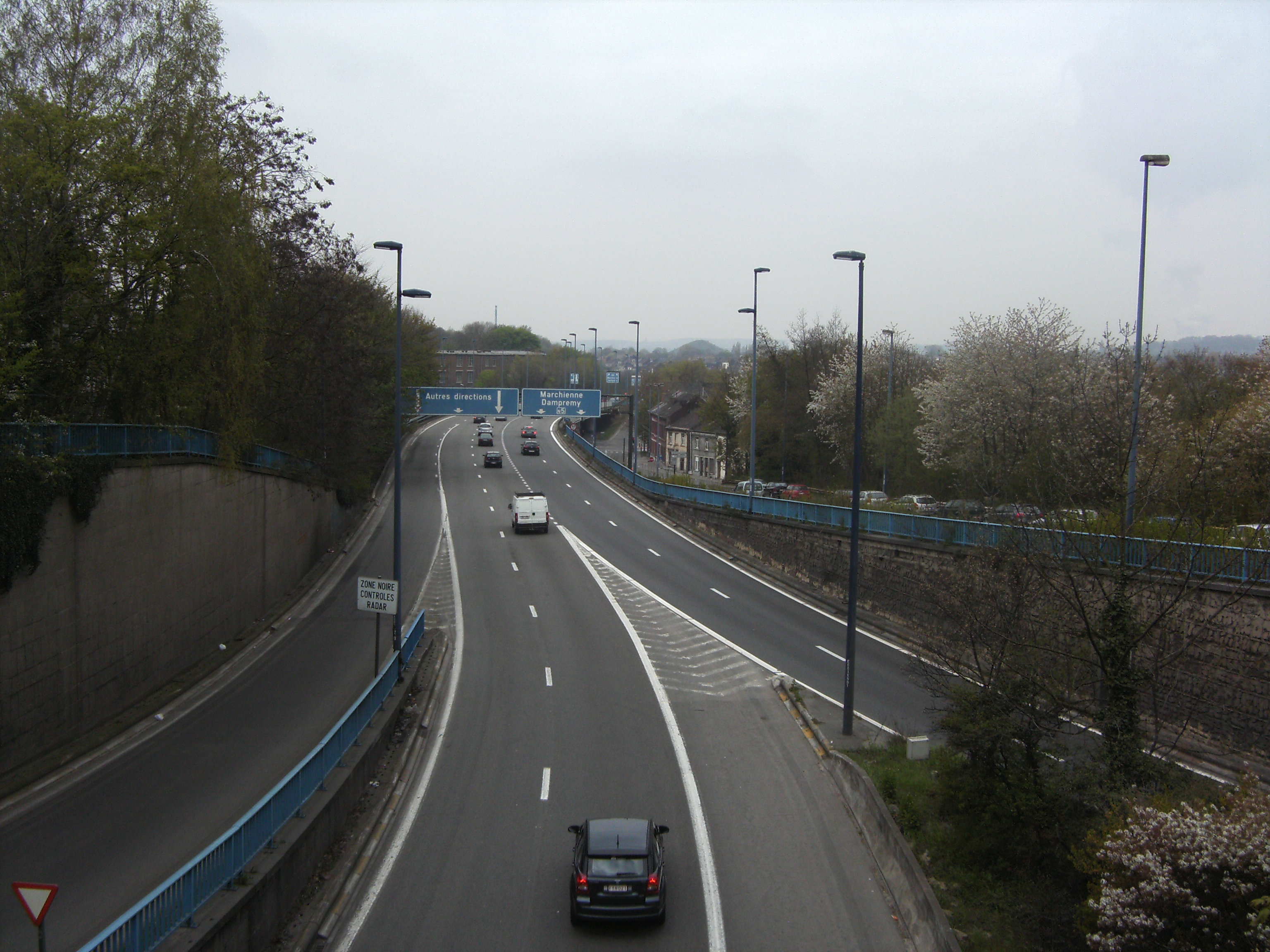
Zicht op de R9 vanaf de Square Hiernaux
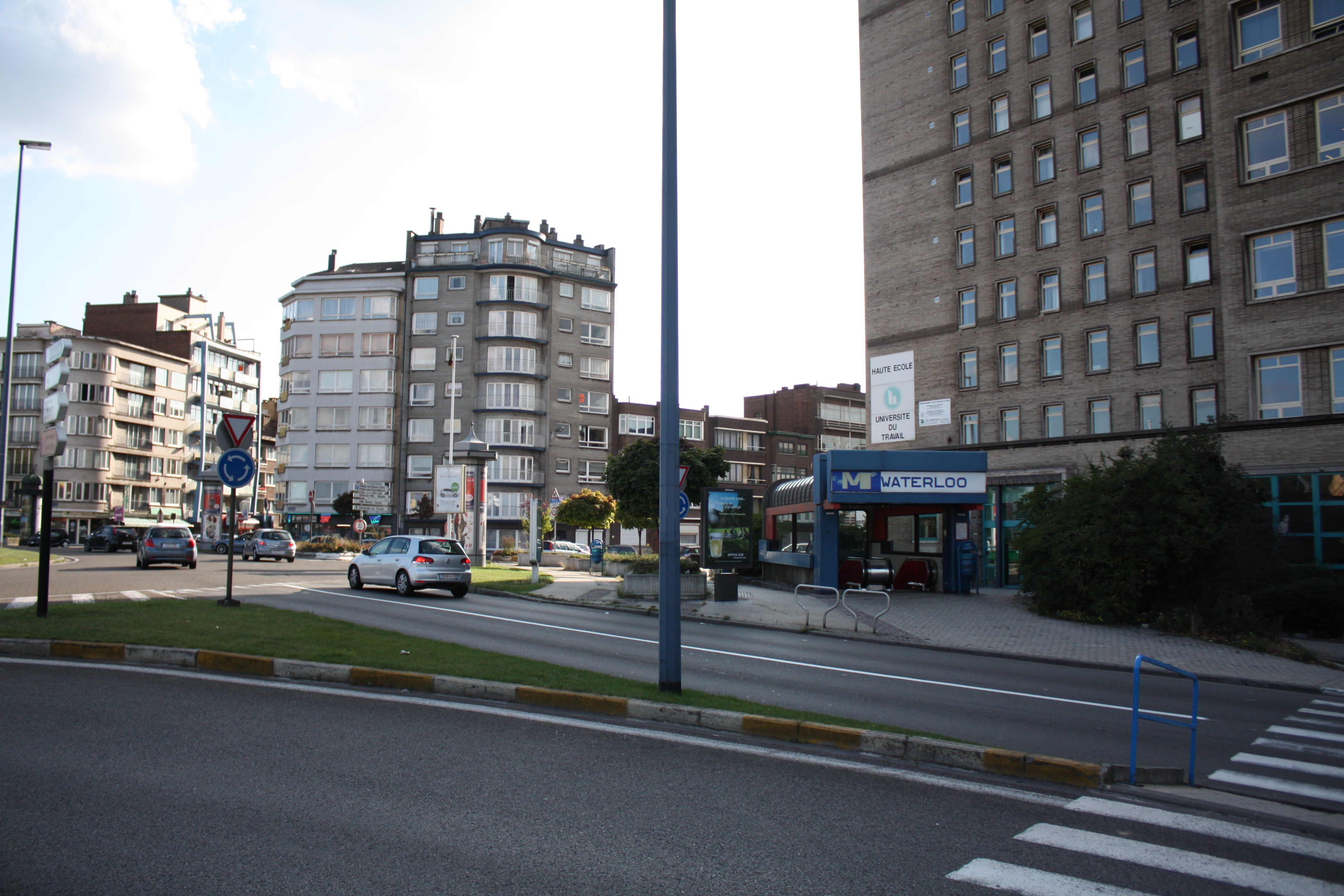
Metrostation Waterloo